# Brozánky (Hořín)
Brozánky (německy Brotzan, Brosan) jsou vesnice, část obce Hořín v okrese Mělník ve Středočeském kraji. Nachází se asi jeden kilometr severně od Hořína. Vesnicí protéká Hořínský potok. Prochází zde silnice I/16. Je zde evidováno 84 adres. Trvale zde žije 300 obyvatel.
Brozánky jsou také název katastrálního území o rozloze 2,8 km².

## Historie

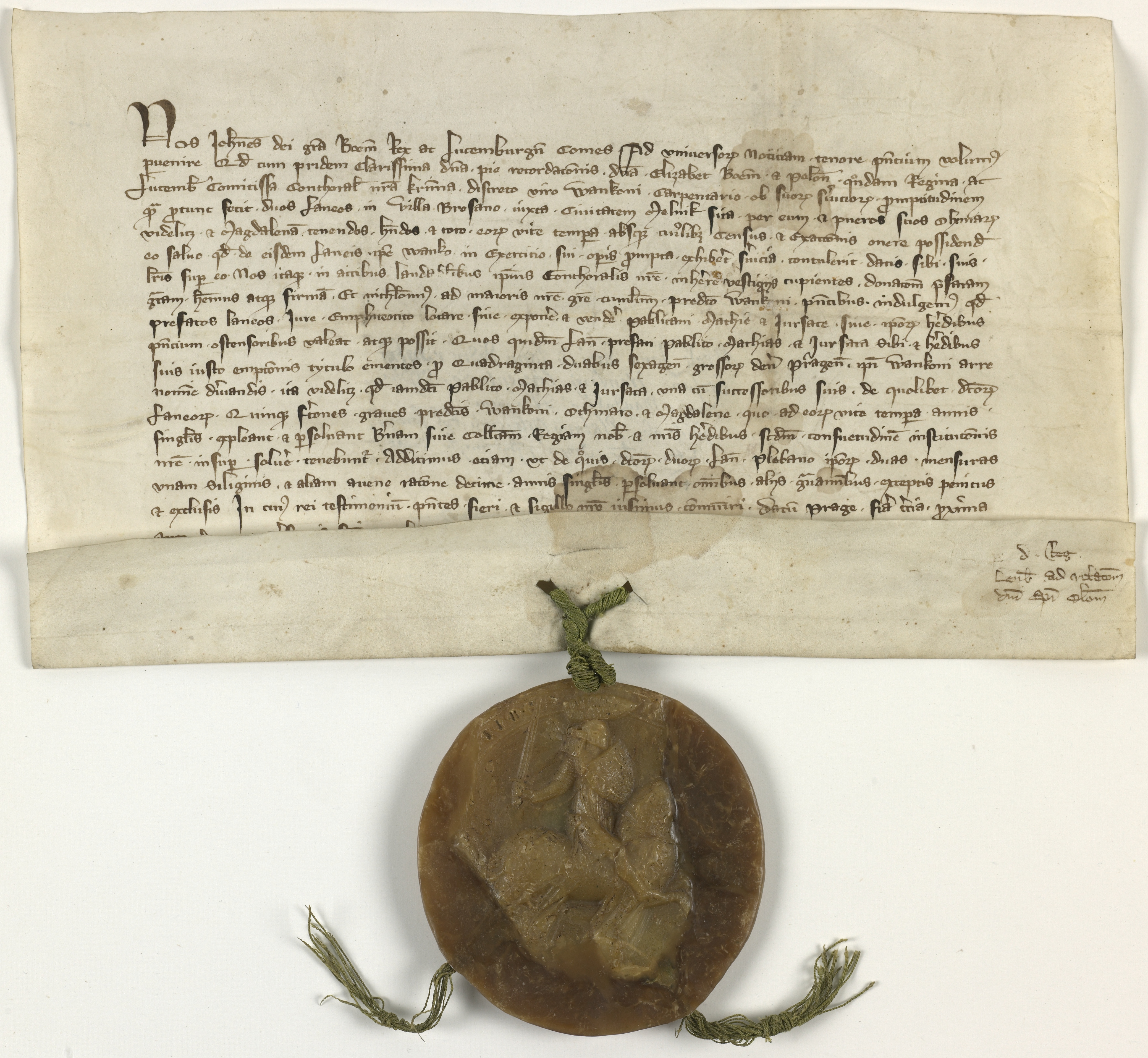
Listina Jana Lucemburského z roku 1336, která potvrzuje tesaři Vaňkovi darování dvou lánů ve vsi Brozánky od královny Elišky (Archiv města Mělník, sign. L1, SOkA Mělník)

První písemná zmínka o vesnici pochází z roku 1327.

## Obyvatelstvo
| Rok            | 1869 | 1880 | 1890 | 1900 | 1910 | 1921 | 1930 | 1950 | 1961 | 1970 | 1980 | 1991 | 2001 | 2011 | 2021 |
| -------------- | ---- | ---- | ---- | ---- | ---- | ---- | ---- | ---- | ---- | ---- | ---- | ---- | ---- | ---- | ---- |
| Počet obyvatel | 229  | 266  | 286  | 245  | 279  | 257  | 284  | 253  | 253  | 424  | 378  | 300  | 300  | 309  | 311  |
| Počet domů     | 26   | 28   | 29   | 30   | 31   | 32   | 40   | 67   | 67   | 68   | 66   | 69   | 68   | 66   | 72   |

## Obecní správa

### Územněsprávní začlenění
Dějiny územněsprávního začleňování zahrnují období od roku 1850 do současnosti. V chronologickém přehledu je uvedena územně administrativní příslušnost obce v roce, kdy ke změně došlo:
- 1850 země česká, kraj Praha, politický i soudní okres Mělník[8]
- 1855 země česká, kraj Praha, soudní okres Mělník[8]
- 1868 země česká, kraj Praha, politický i soudní okres Mělník[8]
- 1939 země česká, Oberlandrat Mělník, politický i soudní okres Mělník[9]
- 1942 země česká, Oberlandrat Praha, politický i soudní okres Mělník[10]
- 1945 země česká, správní i soudní okres Mělník[11]
- 1949 Pražský kraj, okres Mělník[12]
- 1960 Středočeský kraj, okres Mělník, obec Hořín[13]

V roce 1960 byly sloučeny obec Hořín, Brozánky a Vrbno u Mělníka do jediné obce se sídlem v Hoříně. Součástmi obce Hořín jsou tedy od roku 1960 přidružené části Hořín, Brozánky, Vrbno a Zelčín.